# Căpruța
Căpruța – wieś w Rumunii, w okręgu Arad, w gminie Bârzava. W 2011 roku liczyła 286 mieszkańców. 